# Jimmy Tamandi
Jimmy McCoy Tamandi, född 12 maj 1980 i Malmö, är en svensk före detta fotbollsspelare.
Tamandis första klubb var Nydala IF. 1992 lämnade han moderklubben för att ansluta till Malmö FF. Under säsongen 1999 skedde proffsdebuten. Den säsongen slutade laget på nedflyttningsplats i Allsvenskan, vilket innebar spel i Superettan säsongen 2000. Malmö FF kom tillbaks till Allsvenskan direkt. Säsongen 2001 blev den sista med Malmö FF för Tamandi.
Inför säsongen 2002 förstärkte AIK truppen med Tamandi. Efter säsongen 2004 stod det klart att klubben åkte ur Allsvenskan efter nedflyttningsplatsen och därefter lämnade Tamandi klubben för spel i italienska Salernitana men vistelsen blev mycket kort och nästa klubb blev Serie C2-klubben Potenza. Utlandsvistelsen skulle dock bli kortlivad. Redan sommaren 2005 var han tillbaks i AIK som låg bra till i Superettan och lyckades ta sig tillbaks till Allsvenskan direkt.
Tamandi gjorde en framgångsrik säsong med AIK under deras överraskningsår 2006 när laget slutade tvåa. De första matcherna började han på bänken. Inför första derbyt mot Djurgården (3-1 till AIK) fick han starta på vänsterbacken och petade därmed Markus Karlsson. Lagets tränare Rikard Norling kommenterade det genom att han var erfaren inför derbyn och han visste hur man skulle hantera detta. Efter matchen blev han ordinarie resten av säsongen. 
Efter att Tamandis klubb FC Lyn Oslo gick i konkurs i juni 2010 skrev han på ett treårskontrakt med Gais.

## Meriter
- JSM-guld 1998